# King Gizzard & The Lizard Wizard
King Gizzard & The Lizard Wizard — австралийская рок-группа из Мельбурна, созданная в 2010 году и исполняющая психоделический рок.
Группа известна своими эффектными живыми выступлениями, плодотворной студийной работой, а так же огромным жанровым разнообразием своего творчества. Звучание группы претерпело сильные изменения; изначально оно сочетало в себе элементы гаражного рока, серф-рока, панк-рока и психоделического рока 60-х годов, однако позже звучание испытало на себе влияние многих направлений музыки, таких как джаз-фьюжн, психоделический поп, микротоновая музыка, стоунер-рок, краут-рок, фолк-рок, эйсид-рок, синти-поп, трэш-метал, дум-метал, дрим-поп, неопсиходелия, экспериментальная музыка и хип-хоп.
В исследовании 2019 года, проведенном Институтом Современного Музыкального Перформанса, King Gizzard & the Lizard Wizard заняли 21-е место в списке самых трудолюбивых музыкантов мира. С января 2018 по август 2019 года группа отыграла 113 концертов в 22 странах.

## История группы

### Создание
Все будущие участники группы выросли и учились в школах в Мельбурне, Дениликвине и Джилонге. Маккензи, Мур и Уолкер вместе учились в Мельбурнском королевском технологическом университете, а остальные участники группы были общими знакомыми. Они любили собираться и устраивать совместные джемы, и в один момент общий знакомый предложил им сыграть на концерте. Название для группы было придумано в последний момент. Маккензи предложил название «Gizzard Gizzard», однако один из участников группы захотел также упомянуть в нём «Lizard King» Джима Моррисона. Компромиссом послужило закрепившееся название «King Gizzard & The Lizard Wizard».

### Первые EP и 12 Bar Bruise (2010—2012)
Первыми релизами группы стали два сингла Sleep / Summer и Hey There / Ants & Bats — оба выпущены самостоятельно в 2010 году. Группа начала активную деятельность, и 18 марта 2011 года был выпущен первый EP Anglesea. Назван он был в честь прибрежного города, в котором родился и вырос Маккензи. EP был издан на CD, однако в данный момент он недоступен для покупки ни на физическом носителе, ни через Интернет. Только в 2020 году вышел сборник Teenage Gizzard, на котором можно услышать эти ранние композиции.
Второй EP Willoughby’s Beach был издан 21 октября 2011 на Shock Records. EP состоял из девяти композиций, и его звучание было ближе всего к гаражному року. Beat Magazine описал пластинку как одновременно знакомую и свежую, «зеленой» и цепкой, антиавторитарной и апатичной, благочестивой и нераскаявшейся, тупой и изобретательной. В декабре 2011 группа выступает на музыкальном фестивале Meredith.
Первый полноформатный альбом 12 Bar Bruise был выпущен 7 сентября 2012 года. Альбом был записан самостоятельно с применением нестандартных технологий записей, например, одноименный трек 12 Bar Bruise записывался на диктофоны четырёх смартфонов iPhone, расположенных в комнате, в то время как вокалист Стю Маккензи пел в один из них.

### Eyes Like the Sky и Float Along — Fill Your Lungs (2013)
Релиз второго полноформатного альбома «Eyes Like the Sky» состоялся 22 февраля 2013 года. Тематически альбом можно отнести к жанру спагетти-вестернов, а музыкально — к жанру spoken word с группой на аккомпанементе. Альбом наполнен историями о преступниках, детях-солдатах, коренных американцах и перестрелках на Диком Западе. Альбом был записан Стюартом Маккензи, а текст зачитывает австралийский музыкант Бродерик Смит, который является отцом Амброуза Кенни-Смита, участника группы.
Третий альбом «Float Along — Fill Your Lungs» был выпущен 27 сентября 2013 года. Этот альбом стал первым, в котором группа записывала материал совместно, а Эрик Мур впервые утвердился в роли перкуссиониста группы. В звучании этого альбома стал заметным уход от традиционного гаражного рока и усиление влияния фолка и психоделического рока. Ключевым треком альбома стала 15-минутная композиция Head On/Pill, которая впоследствии регулярно исполнялась на концертах как в полном виде, так и в «джемовом» варианте. Как вспоминает Стю Маккензи:

Из эфира вышла Head On/Pill. Сначала она была короткой, но, черт возьми, продолжала расти, как тина. Мы подумали, что нам лучше записать её, пока мы её не забыли, поэтому мы провели весь день с Полом Мэйбери и отложили этого монстра отдыхать.
Оригинальный текст (англ.)Out of the ether came Head On/Pill. It was short at first but it just kept fucking growing like pond scum. We thought we had better record it before we forgot it so we spent a day with Paul Maybury and laid the beast to rest.
— Стю Маккензи

### Oddments и I’m in Your Mind Fuzz (2014)
Участники группы ходили в местный продуктовый магазин и покупали со скидкой то, что было помечено как остатки от больших упаковок, например последнюю банку газировки. Как выразился Стю Маккензи:

Мы были бедными, изнывающими от жажды молодыми людьми, ищущими выгодную сделку, и этот сахарный удар подпитал пластинку. Это также уместно описывает природу песен. Остатки, попурри, пузырьки и писк пластинки.
Оригинальный текст (англ.)We were poor thirsty young men looking for a bargain and this sugar kick fuelled the record. It also fittingly described the nature of the songs. Leftovers, potpourri, a bubble and squeak of a record. 
— Стю Маккензи
Четвертый альбом группы «Oddments», вышел 7 марта 2014 года. Альбом включает в себя 12 треков, а акцент сместился в сторону более мелодичного звучания с подчеркнуто выделенным вокалом Маккензи. Несколько песен (Crying, It’s Got Old, Sleepwalker, ABABCd) были записаны ранее и по разным причинам не подошли для предыдущих альбомов. Остальные родились в результате экспериментов. Alluda Majaka — это способ протестировать новый синтезатор, который купил Маккензи, Homeless Man In Adidas — это попытка создать тихую музыку, а Hot Wax — это просто домашняя запись, которую сделали Маккензи и Эмброуз. Эта запись помогла группе отдохнуть от тяжелого звука и подготовиться к записи следующих двух альбомов «I'm in Your Mind Fuzz» и «Quarters!».
Пятый полноформатный альбом «I'm in Your Mind Fuzz» группа записала во время тура по США. У них было один или два выходных дня в Нью-Йорке, и они забронировали дневную запись на студии Daptone Records. Там они встретились с Уэйном Гордоном — музыкальным инженером, чей подход к записи импонировал участникам группы и во многом определил звучание записи.
Альбом был выпущен 31 октября 2014 года. Запись насыщена элементами фантастики и лирически погружает слушателя в концепцию контроля над разумом. Также впервые музыканты применили «традиционный» подход к сочинению и записи альбома; песни были написаны и отрепетированы заранее, а затем записаны вживую. Альбом включает в себя 12-минутную сюиту «I’m in Your Mind Fuzz», разбитую на четыре примерно равные части, обладающие общей структурой ударных и басовой линией, экспериментальные психоделические песни, а также достаточно нехарактерные для раннего творчества группы медленные композиции («Slow Jam 1» и «Her & I»).
Альбом стал прорывным для группы и наиболее коммерчески успешным на тот момент, все песни с него исполнялись на концертах, а полная версия «I’m in Your Mind Fuzz» также была сыграна во время выступления на радиостанции KEXP-FM. В 2019 году, I’m in Your Mind Fuzz занял 6-е место в списке Happy Mag «The 25 Best Psychedelic Rock Albums of the 2010s». Также песни с данного альбома стали основой для продолжительных концертных импровизаций, доходящих до 20 минут.

### Quarters! и Paper Mâché Dream Balloon (2015)
Записывать шестой альбом «Quarters!» группа снова отправилась в студию Daptone в Бруклине. Во время записи продолжились эксперименты, начатые ещё в «I’m in Your Mind Fuzz» при записи спокойных композиций. В песнях присутствуют характерные для джаза музыкальные размеры (например, 5/4 в «The River»), а также заметно влияние классических джазовых композиторов вроде Дэйва Брубека. Альбом в стиле «джаз-фьюжн» с вкраплениями эйсид-рока вышел 1 мая 2015 года. Своеобразной «фишкой» пластинки стало то, что каждая из четырёх композиций длится ровно 10 минут и 10 секунд, при этом являясь четвертью альбома (в соответствии с названием). Песня «The River» стала наиболее узнаваемой и знаковой в творчестве группы, для неё был снят клип и выпущен сингл, песня исполнялась почти на каждом концерте, а также для радио-сессий .
17 августа 2015, King Gizzard выпустили заглавный трек «Paper Mâché Dream Balloon» в качестве видео-сингла одноименного альбома. Затем они выпустили второй сингл "Trapdoor, " и 10 ноября вышло музыкальное видео. Позднее в этом году, 13 ноября 2015 года группа выпустила свой седьмой альбом, «Paper Mâché Dream Balloon». Этот «концептуальный альбом без концепции» содержит только акустические инструменты и был записан на ферме Маккензи в провинции штата Виктория. Альбом содержит 12 несвязанных песен-историй и выдержан в стиле акустического фолк-рока 60-х годов, описанный как «спелая, дефузированная психоделия». Это был первый альбом группы, выпущенный в США на лейбле ATO. Также стоит отметить и то, что в альбоме присутствуют песни, сочинённые и исполненные Джоуи Уокером, Амброузом Кенни-Смитом и Куком Крейгом.

После Mind Fuzz и Quarters! я начал уставать от концептуальных записей. Я хотел сделать альбом с коллекцией коротких, не связанных между собой песен. Я хотел держаться подальше от электрогитарой музыки, звучание которой, как мне казалось, мы довольно интенсивно исследовали на прошлых двух альбомах. Таким образом Paper Mâché Dream Balloon, концептуальный альбом без концепции, получил концепцию. Никаких электрических инструментов. Только акустические гитары, флейта, контрабас, скрипка, губная гармоника, ударные, кларнет. На самом деле мы использовали просто инструменты, которые смогли найти. Мы записали его в основном в пустом транспортном контейнере на ферме моих родителей в сельской местности штата Виктория. Вокруг были в основном лошади, эму и Tim Tam (шоколадное печенье).
Оригинальный текст (англ.)After mind fuzz and quarters i was starting to get over concept records. I wanted to make an album with a collection of short unrelated songs. I wanted to steer away from electric guitar music which i felt like we’d explored pretty heavily on the last couple. So paper-mache-dream-balloon, the concept-less concept album got a concept. No electric instruments. Just acoustic guitars, flute, double bass, fiddle, harmonica, drum kit, clarinet. what ever we could find really. we recorded it mostly in an empty shipping container on my parents farm in country victoria. it was all horses, emus and tim tams. Stu
— Стюарт Маккензи
В 2015 году группа начала проводить Gizzfest в Мельбурне, двухдневный ежегодный музыкальный фестиваль по всей Австралии с местными и иностранными исполнителями.

### Nonagon Infinity (2016)
8 марта 2016 года группа представила клип на первый сингл с альбома «Gamma Knife». В ней содержится рифф из песни «People Vultures» которую выпустили чуть позже, 4 апреля. А 6 мая был представлен одноименный клип, срежиссированный Danny Cohen и Jason Galea. Восьмой альбом группы «Nonagon Infinity» вышел 29 мая 2016 года. Альбом задуман как «бесконечный»: каждый трек бесшовно перетекает в следующий, включая последний и первый. Таким образом при непрерывном прослушивании создается иллюзия бесконечности альбома. Корни «Nonagon Infinity» уходят в 2014 год, когда King Gizzard записали свой признанный критиками альбом «I'm in Your Mind Fuzz».

«На самом деле мы хотели сделать это с „Mind Fuzz“, но это просто не сработало. В итоге мы написали песни, которые должны были быть на этой пластинке, но не были связаны с другими, так что нам пришлось отказаться от этой идеи, но семена были посеяны».
Оригинальный текст (англ.)“We actually wanted to do this with ‘Mind Fuzz,’ but it just didn’t work. We ended up writing songs that needed to be on that record but didn’t connect to the others, so we had to abandon the idea, but the seeds were sown.”
— Стюарт Маккензи
Песня «Big Fig Wasp» отсылает к особенно жуткому насекомому, которое должно убить себя, чтобы сохранить вид, в то время как «Gamma Knife», с его барабанным соло в размере 11/8, назван в честь хирургического инструмента, который выжигает порезы на коже, а «People-Vultures» звучит как зловещий саундтрек к фильму. Открывающий альбом трек «Robot Stop» напрямую связан с недавним опытом группы, отчасти вдохновленный их неустанной трудовой этикой и графиком гастролей, который включал выступления на фестивалях в Боннару, Гластонбери, Монтре Джаз и Роскилле, а также бесчисленные аншлаговые концерты в залах по всей территории США, Великобритании, Европы и Австралии.
Альбом был очень высоко оценён критиками, а Стюарт Берман из Pitchfork поставил альбому 8 баллов из 10 и написал:

Nonagon Infinity перенаполнен таким количеством острых ощущений от которых сводит живот, что вам захочется прокатиться на этих американских горках снова.
Оригинальный текст (англ.)Nonagon Infinity is overstuffed with so many stomach-tossing thrills that you’ll actually be jonesing to ride the roller-coaster all over again
— Стюарт Берман, Pitchfork
Помимо концепции «бесконечности», к экспериментам стоит отнести появление микротональных партий (во время соло в «Robot Stop»), использование зурны в «Wah Wah» и очень быстрого темпа в 262BPM при исполнении «Road Train».
Позднее в этом же году, 25 ноября, альбом получил награду ARIA Music Awards of 2016 в номинации Best Hard Rock/Heavy Metal.

### Flying Microtonal Banana, Murder of the Universe, Sketches of Brunswick East, Polygondwanaland, Gumboot Soup (2017)
В конце 2016 года группа объявила о том, что в 2017 собирается выпустить 4 или 5 полноформатных альбомов. 10 ноября 2016 года для первого из них, «Flying Microtonal Banana», группа представила песню и клип «Rattlesnake», а также выложила на официальном сайте обложку пластинки. Позднее были выложены треки «Nuclear Fusion» на Youtube и «Sleep Drifter» для пользователей, оформивших предзаказ.
Релиз «Flying Microtonal Banana» состоялся 24 февраля 2017 года. Главной отличительной особенностью альбома стало использование микротоновых инструментов, характерных для музыки Ближнего Востока и Турции. «Flying Microtonal Banana» получил положительные отзывы от музыкальных критиков. На Metacritic альбом имеет достаточно высокий средний балл 72/100, основанный на 13 отзывах, преимущественно положительных. Тим Сендра (Tim Sendra) с сайта AllMusic написал: «Очевидно, что эксперимент прошел успешно и что микротоновые инструменты идеально вписываются в их странную эстетику», описывая мелодии как «более экзотические (по сравнению с западной музыкой) и сложные» по сравнению с предыдущими альбомами группы.
10 апреля 2017 группа во второй раз появилась в студии радиостанции KEXP с материалом альбома «Flying Microtonal Banana», исполнив 4 песни: «Doom City», «Billabong Valley», «Sleep Drifter», «Nuclear Fusion».
Одновременно с релизом «Flying Microtonal Banana» на официальной странице группы в Facebook был представлен минутный видео-трейлер второго альбома «Murder of the Universe». Группа также назначила дату выхода — 23 июня 2017 года. Альбом разделён на три части: «The Tale Of The Altered Beast», «The Lord Of Lightning vs Balrog» (вышедшей в качестве клипа 30 мая) и «Han-Tyumi And The Murder Of The Universe» (клип был выпущен 11 апреля). Очередным нововведением в творчестве группы стало использование рассказчика: в первых двух частях историю зачитывает австралийская певица Leah Senior, а в последней для голоса киборга Хана-Таюми применили компьютерную программу синтезирования голоса. Впоследствии этот же синтезированный голос использовался в некоторых песнях с альбомов «Sketches of Brunswick East» и «Polygondwanaland».
17 апреля 2017 группа впервые выступила на международном телевидении в ТВ-шоу Conan на канале TBS в США с песней «The Lord of Lightning».
Летом 2017 года King Gizzard впервые приняли участие в британском музыкальном фестивале Glastonbury, исполняя песни с нового альбома «Murder of the Universe», а также сыграв кавер на песню «Master of the Universe» группы Hawkwind.
18 августа на своей страничке в Facebook группа провела стрим-трансляцию нового очередного альбома «Sketches of Brunswick East», а 25 августа 2017 года поступил в продажу. Данная работа была записана при участии Alex Brettin из американской джаз-фьюжен группы Mild High Club. Название «Sketches of Brunswick East» отсылает к альбому Майлза Дэвиса «Sketches of Spain» 1960 года, а также улице Brunswick East в Мельбурне, где находится звукозаписывающая студия группы.
10 октября King Gizzard повторно выступили на радио KEXP, сыграв несколько песен с альбома «Murder of the Universe».
В ноябре группа поделилась сообщением на официальном сайте, в Facebook и Instagram, в котором объявила о релизе следующего альбома «Polygondwanaland» 17 ноября 2017 года. Альбом был выложен абсолютно бесплатно на официальном сайте, Bandcamp и других ресурсах, также группа дала разрешение фанатам самостоятельно записывать, оформлять и продавать альбом всем желающим, так как группа не будет продавать его в любом виде.
В день объявления несколько лейблов объявили, что они будут выпускать свои собственные физические копии альбома. Среди них были ATO Records, Blood Music и Greenway Records. Фанаты также начали краудфандинговые кампании на таких сайтах, как Facebook и Kickstarter, чтобы выпускать свои собственные версии альбома. Впрочем, в 2018 году сама группа официально издала этот альбом на CD и виниле.
31 декабря был выпущен пятый и последний за 2017 год альбом «Gumboot Soup».

### Переиздания, Fishing For Fishies, Infest The Rats' Nest, живые (live) альбомы, полнометражный фильм-концерт (2018—2020)
После годовой паузы, в ходе которой группа осуществила американский тур (май — июнь 2018 года), а также переиздание первых четырех альбомов и EP (Willoughby’s Beach) на CD и виниле, группа напомнила о себе, выпустив 1 февраля 2019 года сингл Cyboogie / Acarine, и клип на заглавную песню этого сингла. Звучание и стилистика в очередной раз претерпели изменения: в этот раз это была смесь буги и электроники в стиле ELO (Electric Light Orchestra) Джеффа Линна. 11 марта 2019 года свет увидел сингл и видеоклип на песню Fishing for Fishies, название которой вскоре станет названием полноценного альбома. В те же дни (11 марта) группа официально подтвердила утечку информации о скором выходе нового альбома и сообщила о том, что альбом выйдет 26 апреля 2019 года и будет называться Fishing for Fishies. До официального релиза состоялись выходы следующих синглов (в цифровом виде): Boogieman Sam (28 марта), Planet B (14 апреля), The Bird Song (24 апреля). При этом стилистика композиции Planet B резко выделялась от всех остальных — это был довольно жесткий треш-метал. 26 апреля состоялся выход четырнадцатого альбома в дискографии группы — Fishing for Fishies. Альбом включал в себя 9 композиций, выдержанные в одном духе, за исключением би-сайда первого сингла Acarine (предпоследняя в альбоме), которая можно охарактеризовать, как микротоновая поп-психоделик композиция. Выделяющийся из стилистики альбома сингл Planet B в перечне песен альбома отсутствовал.
30 апреля 2019 года Стю Маккензи сообщил, что группа работает над записью нового альбома, однако год выпуска его пока не определен. 18 июня 2019 года группа официально сообщила о названии нового альбома Infest the Rats' Nest, а тремя днями позже — и дату релиза: 16 августа 2019 года. Также, как и с предыдущим альбомом, в поддержку нового группа выпустила серию синглов и видеоклипов. Первый из них (и сингл и видеоклип) Planet B вышел в ряду синглов из первого альбома года — 14 апреля. Затем последовали Self-Immolate (композиция и клип на неё были опубликованы 29 мая 2019 года) и Organ Farmer (26 июня 2019 года также вышла, как сама песня, так и клип). 16 августа 2019 года, как и было объявлено, вышел пятнадцатый альбом группы — Infest the Rats' Nest, состоявший из 9 композиций. На этот раз стилистику альбома можно охарактеризовать как треш-метал.
После выхода пятнадцатого альбома, группа отправилось в турне в поддержку нового альбома. В ходе европейской части этого турне, в сентябре — октябре 2019 года записи концертов группы осуществлялась на пленочную камеру для последующего монтажа полнометражного фильм-концерта. Также осуществлялась официальная (самой группой) фиксация концертов в Аделаиде, Париже и Брюсселе.
В целях поддержки родной стране/континенту — Австралии — охваченной лесными пожарами с катастрофическими последствиями, 10 января 2020 года, на своей странице в Bandcamp группа опубликовала два живых альбома с выступлениями в Аделаиде (записанный 12 июля 2019 года, то есть еще до официального выхода нового альбома. Концерт состоял из 18 композиций, в том числе Head On/Pill продолжительностью почти 30 минут, с общей продолжительностью 1 ч 51 мин) и в Париже (записанный 14 октября 2019 года. Запись концерта состояла из 19 композиций, общей продолжительностью 1 ч 33 мин). Весь сбор от продажи этих альбомов был передан в организации, занимающиеся помощью пострадавшей природе и животному миру. Спустя 4 дня, 14 января 2020 года, на том же ресурсе группа выложила еще одну запись (также в благотворительных целях): концерт в Брюсселе (записанный 8-9 октября 2019 года. Запись состоит из 17 песен. Продолжительность 1 ч 37 мин.)
3 апреля 2020 года группа объявила о выходе 17 апреля 2020 г. первого официального музыкально-документального полнометражного фильма Chunky Shrapnel (название взято из песни Murder of the Universe одноименного альбома 2017 года). Фильм был снят на пленочную камеру и первоначально планировалось, что премьера фильма состоится в офлайн кинотеатрах, однако из-за коронавирусной пандемии и, соответственно, закрытия развлекательных учреждений (в том числе — кинотеатров), было принято решение об онлайн премьере на стриминговой платформе Vimeo. Одновременно с кинофильмом было объявлен предзаказ альбомной версии фильма с одноименным названием (содержащим 16 композиций, записанных в ходе осеннего европейского тура 2019 года). Выход цифровой версии состоялся 24 апреля 2020 года, на материальном носителе (2LP) альбом выйдет 18 мая 2020 года. Премьера кинофильма, как и было запланировано, состоялась 17 апреля (по европейскому времени — 18 апреля) 2020 года и продолжалась одни сутки. Сам фильм имеет длину 1 ч 38 мин и представляет собой нарезку концертных выступлений чередующихся с тем, что происходило за кулисами сцены в ходе турне.

## Члены группы
- Stu Mackenzie — вокал, лид-гитара, флейта, кларнет, ситар, клавишные, контрабас, бас-гитара, зурна
- Ambrose Kenny Smith — губная гармоника, клавишные, синтезатор, орган, вокал, перкуссия, гитара
- Joey Walker — соло-гитара, сетар, бас-гитара, клавишные, вокал
- Cook Craig — ритм-гитара, клавишные, вокал, бас
- Lucas Skinner — бас-гитара, пианино, перкуссия
- Michael Cavanagh — ударные, перкуссия

Бывшие участники:
- Eric Moore — ударные, менеджмент, перкуссия (2010—2020) [1]

## Дискография

### Альбомы
- 12 Bar Bruise (2012)
- Eyes Like the Sky (2013)
- Float Along — Fill Your Lungs (2013)
- Oddments (2014)
- I'm in Your Mind Fuzz (2014)
- Quarters! (2015)
- Paper Mâché Dream Balloon (2015)
- Nonagon Infinity (2016) — AUS #19, US Heatseekers #4
- Flying Microtonal Banana (2017) — AUS #2, US #170, UK #100
- Murder of the Universe (2017) — AUS #3, UK #94
- Sketches of Brunswick East (2017)
- Polygondwanaland (2017)
- Gumboot Soup (2017)
- Fishing for Fishies (2019)
- Infest the Rats' Nest (2019)
- K.G. (2020)
- Teenage Gizzard (2020)
- L.W. (2021)
- Butterfly 3000 (2021)
- Made in Timeland (2022)
- Omnium Gatherum (2022)
- Ice, Death, Planets, Lungs, Mushrooms and Lava (2022)
- Laminated Denim (2022)
- Changes (2022)
- PetroDragonic Apocalypse; or, Dawn of Eternal Night: An Annihilation of Planet Earth and the Beginning of Merciless Damnation (2023)
- The Silver Cord (2023)
- Flight b741 (2024)
- Phantom Island (2025)

### EP
- Anglesea (2011)
- Willoughby’s Beach (2011)

### Live (официальные)
- Live in Adelaide '19 (2020)
- Live in Paris '19 (2020)
- Live in Brussels '19 (2020)
- Chunky Shrapnel (2020)

### Фильмография
- Chunky Shrapnel (2020)